# Ouled Ayar
Les Ouled Ayar (arabe : اولاد عيار) sont une tribu tunisienne tantôt présentée comme arabe,, tantôt d'origine berbère arabisée, et installée dans la région de Makthar.
Ils sont connus pour être des résistants contre le protectorat français.

## Histoire

### Origines
Autrefois installés en Algérie, dans la région entre Béjaïa et Constantine, ils se réfugient sur les plateaux de Tunisie centrale lors de l'invasion hilalienne. Ibn Khaldoun leur donne une origine venant des Kutamas, plus précisément des Ouled Mhelhel, une tribu qui s'est installée dans la région,.

### Époque moderne
Réputés pour être insoumis, ils se révoltent en 1818, 1821 et 1854, et tentent de mener une révolte contre le pouvoir beylical en s'appuyant sur l'insurrection des Ousseltia, en vain. Ils prennent part à la révolte de 1864 menée par Ali Ben Ghedhahem aux côtés d'autres tribus.
Le résistant Ali Ben Ammar ayant lutté contre le protectorat français, est issu de cette tribu, dont il est le leader,. Il appelle à la guerre sainte contre les Français, et réussit à réunir entre 4 000 et 5 000 combattants de plusieurs tribus différentes. 
Lorsque le pays devient indépendant, ils sont marginalisés par le président Habib Bourguiba du fait de leur soutien pour son rival Salah Ben Youssef.

## Démographie
La tribu est composée de diverses fractions sédentaires, à savoir : 
- Messahel ;
- Ouled Harati ;
- Ouled Tamr ;
- Ouled Younes ;
- Sekarin ;
- Souecem.

D'autres fractions sont nomades, à savoir : 
- Ahl Bass ;
- Marraoui ;
- Ouled Ali ;
- Ouled Aoura ;
- Ouled Saïd.

Au XIXe siècle, l'historienne Lucette Valensi estime la population des Ouled Ayar à environ 25 000 personnes, qui sont sédentarisées.

## Culture
La ville de Makthar accueille chaque année un festival, où la cavalerie des Ouled Ayar est mise en scène.